# Hans Petter Buraas
Hans Peter Buraas, né le 20 mars 1975 à Baerum, est un ancien skieur alpin norvégien.

## Palmarès

### Jeux Olympiques
| Épreuve / Édition | Nagano 1998 | Turin 2006 |
| Slalom            | Or          | DNF        |

### Championnats du monde
| Épreuve / Édition | Vail 1999 | St-Anton 2001 | St-Moritz 2003 | Åre 2007 |
| Slalom            | DNF       | DNF           | DNF            | 8e       |

### Coupe du monde
- Meilleur classement final: 19e en 1998
- 1 victoire (1 en Slalom).

#### Détails des victoires
| Épreuve / Édition | Slalom    |
| 2001              | Sestrière |